# New Carlisle (Québec)
Pour les articles homonymes, voir New Carlisle.
New Carlisle [nju kaʁlajl] est une municipalité canadienne au Québec, chef-lieu de la MRC de Bonaventure, dans la région de la Gaspésie–Îles-de-la-Madeleine. Elle est le village natal de l'ancien premier ministre du Québec René Lévesque. New Carlisle est la principale municipalité anglophone de la péninsule gaspésienne.

## Toponymie
Son nom rappelle la vieille cité de Carlisle, dans le comté de Cumberland, en Angleterre.

## Histoire

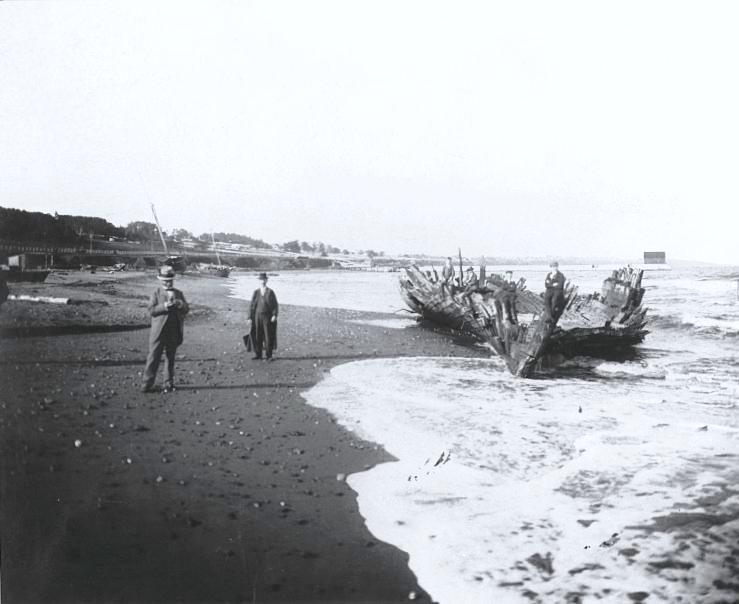
Port de New Carlisle vers 1890

Le site du village fut choisi en 1784 par le lieutenant-gouverneur du district juridique de Gaspé, Nicholas Cox. Le village fut nommé d'après le village natal de Cox en Angleterre. Peu de temps après, le nom a été changé de «Carlisle» à «New Carlisle».
Les premiers colons de 1784 ont été des loyalistes chassés de New York.
En 1877, la municipalité a été constituée lorsque la municipalité du canton de Cox a été dissoute et son territoire divisé dans les municipalités de New Carlisle et Paspébiac.
La ville a été la scène de la capture de l'espion allemand Werner von Janowski, qui était descendu d'un U-Boot à proximité de là en mai 1942.

## Géographie
La rivière Hall touche la limite nord-ouest de la municipalité.

## Démographie
| 1996  | 2001  | 2006  | 2011  | 2016  | 2021  |
| ----- | ----- | ----- | ----- | ----- | ----- |
| 1 538 | 1 431 | 1 370 | 1 358 | 1 388 | 1 336 |

Le recensement de 2011 y dénombre 1 358 habitants, à majorité anglophones.

## Administration
Les élections municipales se font en bloc pour le maire et les six conseillers.
| New Carlisle Maires depuis 2001                                                                                      |                    |         |          |
| Élection | Maire              | Qualité | Résultat |
| 2001 | Cyrus Journeau     |         | Voir     |
| 2005 | Cyrus Journeau     | Voir    |          |
| 2009 | Cyrus Journeau     | Voir    |          |
| 2013 | Stephen Chatterton |         | Voir     |
| 2017 | Stephen Chatterton | Voir    |          |
| 2021 | David Thibault     |         | Voir     |
| Élection partielle en italique Depuis 2005, les élections sont simultanées dans toutes les municipalités québécoises |                    |         |          |

## Lieux religieux
La ville a cinq églises.

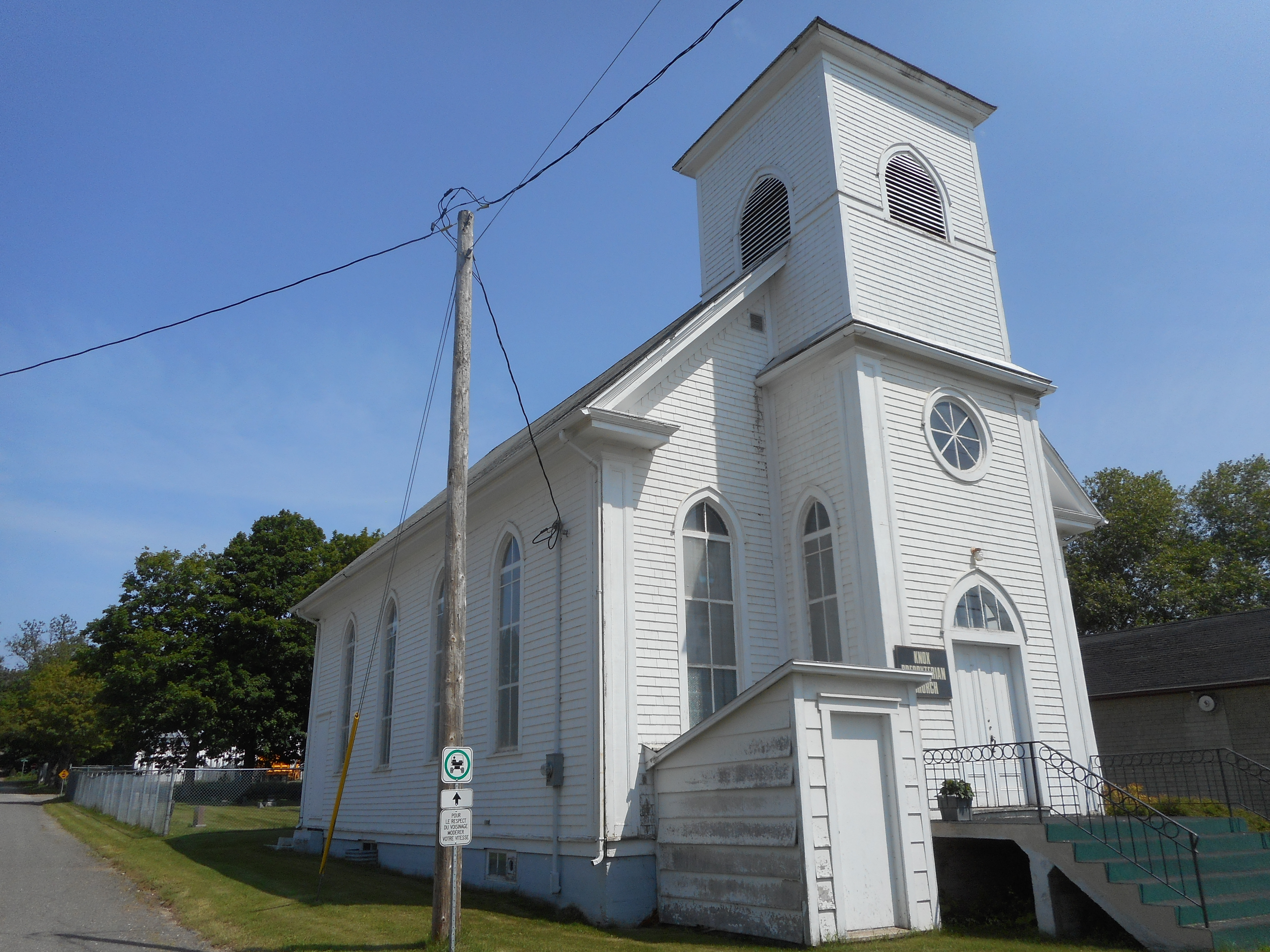
Église Knox (presbytérienne)

- Église Notre-Dame-de-la-Médaille-Miraculeuse (catholique romaine)
- Église Saint-Andrew (anglicane)
- Église Knox (presbytérienne)
- Église Zion (église unie)
- Chapelle Bible (presbytérienne)